# عربی یهودی-مراکشی
عربی یهودی-مراکشی یکی از گویش‌های عربی است که توسط یهودیانی که امروزه یا در گذشته در مراکش و الجزایر زندگی می‌کردند، تکلم می‌شود. بیشتر سخنوران این زبان افراد کهنسال هستند.
بیشتر یهودیان مراکش و الجزایر به اسرائیل مهاجرت و از زبان عبری استفاده می‌کنند. آن‌هایی هم که به فرانسه مهاجرت کرده‌اند عمدتاً فرانسوی‌زبان شده‌اند، درحالی که سایرین که در این دو کشور باقی مانده‌اند، بیشتر از فرانسوی یا عربی مراکشی و الجزایری استفاده می‌کنند.